# Петропавловский (Кабардино-Балкария)
Петропа́вловский — хутор в Прохладненском районе Кабардино-Балкарской Республики. Входит в состав муниципального образования «Сельское поселение Благовещенка».

## География
Хутор расположен в юго-западной части Прохладненского района. Находится в 24 км к юго-западу от районного центра Прохладный и в 50 км к северо-востоку от города Нальчик (по дороге).
Граничит с землями населённых пунктов: Ново-Осетинский и Александровский на западе и Алтуд на северо-востоке.
Населённый пункт расположен на наклонной Кабардинской равнине, в равнинной зоне республики. Средние высоты на территории села составляют 269 метров над уровнем моря. Рельеф местности представляет собой в основном предгорные волнистые равнины с общим уклоном с юго-запада на северо-восток. К югу от хутора тянутся малые бугристые возвышенности.
Гидрографическая сеть представлена рекой Баксанёнок протекающей к северу от хутора, и рекой Новая Нахаловка протекающей к югу от населённого пункта. Вдоль северной окраины хутора тянется сеть запруднённых озёр. Местность высоко обеспечена водой, благодаря близкому залеганию грунтовых вод к поверхности земли.
Климат влажный умеренный с тёплым летом и прохладной зимой. Амплитуда температуры воздуха колеблется от средних +23,0°С в июле, до средних -2,5°С в январе. Среднегодовая температура составляет +10,5°С. Среднегодовое количество осадков составляет около 600 мм.

## История
Хутор основан в 1902 году переселенцами из Центральных губерний Российской империи, одновременно с расположенным западнее хутором Александровский.
В 1924 году хутор включён в состав новообразованного Первомайского сельсовета.
Ныне хутор слился с другими селениями сельского поселения Благовещенка и фактически представляют собой один населённый пункт.

## Население
| 2002 | 2010 | 2021 |
| ---- | ---- | ---- |
| 339  | ↘333 | ↘198 |

Национальный состав
По данным Всероссийской переписи населения 2002 года, 85 % населения хутора составляли русские.

По данным Всероссийской переписи населения 2021 года:
| Народ      | Численность, чел. | Доля от всего населения, % |
| ---------- | ----------------- | -------------------------- |
| русские    | 145               | 73,23 %                    |
| кабардинцы | 39                | 19,70 %                    |
| другие     | 14                | 7,07 %                     |
| всего      | 198               | 100,0 %                    |

Половозрастной состав
По данным Всероссийской переписи населения 2010 года:
| Возраст     | Мужчины, чел. | Женщины, чел. | Общая численность, чел. | Доля от всего населения, % |
| ----------- | ------------- | ------------- | ----------------------- | -------------------------- |
| 0 — 14 лет  | 30            | 34            | 64                      | 19,2 %                     |
| 15 — 59 лет | 93            | 114           | 207                     | 62,2 %                     |
| от 60 лет   | 27            | 35            | 62                      | 18,6 %                     |
| Всего       | 150           | 183           | 333                     | 100,0 %                    |

Мужчины — 150 чел. (45,0 %). Женщины — 183 чел. (55,0 %).
Средний возраст населения — 38,7 лет. Медианный возраст населения — 38,1 лет.
Средний возраст мужчин — 37,0 лет. Медианный возраст мужчин — 34,3 лет.
Средний возраст женщин — 40,0 лет. Медианный возраст женщин — 41,5 лет.

## Инфраструктура
Основные объекты социальной инфраструктуры расположены на территории хутора (микрорайона) — Ново-Осетинский.

## Улицы
На территории хутора зарегистрировано всего 2 улицы:

| Ленина |

| Озёрный |